# Dolmen von Kervadol

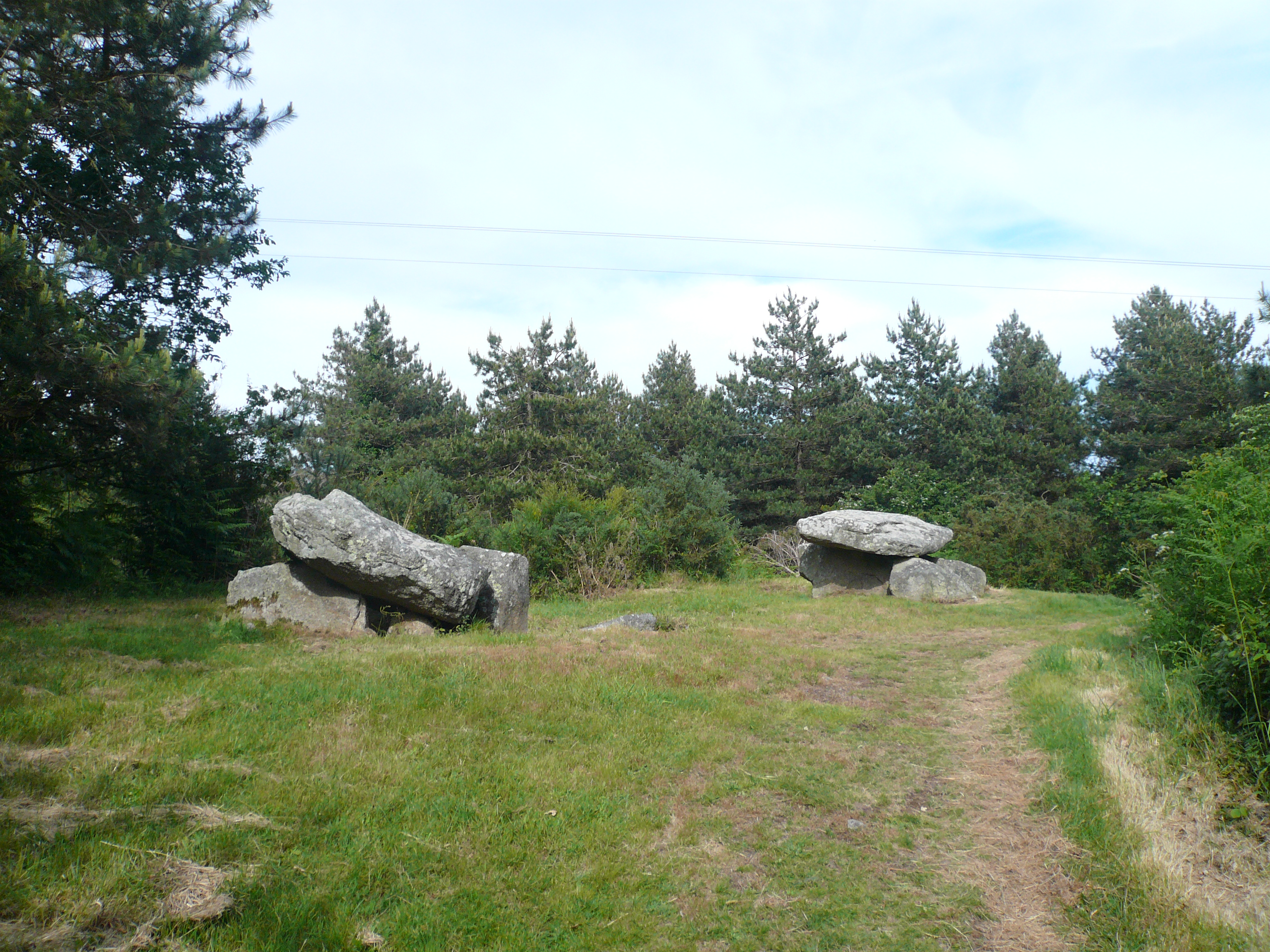
Die Dolmen von Kervadol

Die beiden Dolmen von Kervadol sind die Reste neolithischer Strukturen, die 1922 als Monument historique registriert wurden. Sie liegen nördlich des örtlichen Sportzentrums von Plobannalec, in der Cornouaille, im Département Finistère, in der Bretagne in Frankreich. Dolmen ist in Frankreich der Oberbegriff für neolithische Megalithanlagen aller Art (siehe: Französische Nomenklatur).
Die etwa 100 m voneinander entfernten Dolmen aus Granit sind die Überreste zweier etwa 3500 v. Chr. errichteter Megalithanlagen. Beide haben Kammern, deren etwa quadratische Decksteine auf einem Seitensteinpaar liegen. Der östliche Dolmen ist im besseren Zustand. Sein Deckstein liegt in situ auf, der des westlichen Dolmens ist zur Seite gefallen. Beide Decksteine sind auf der östlichen oder auf beiden Seiten behauen.

Die Dolmen von Kervadol
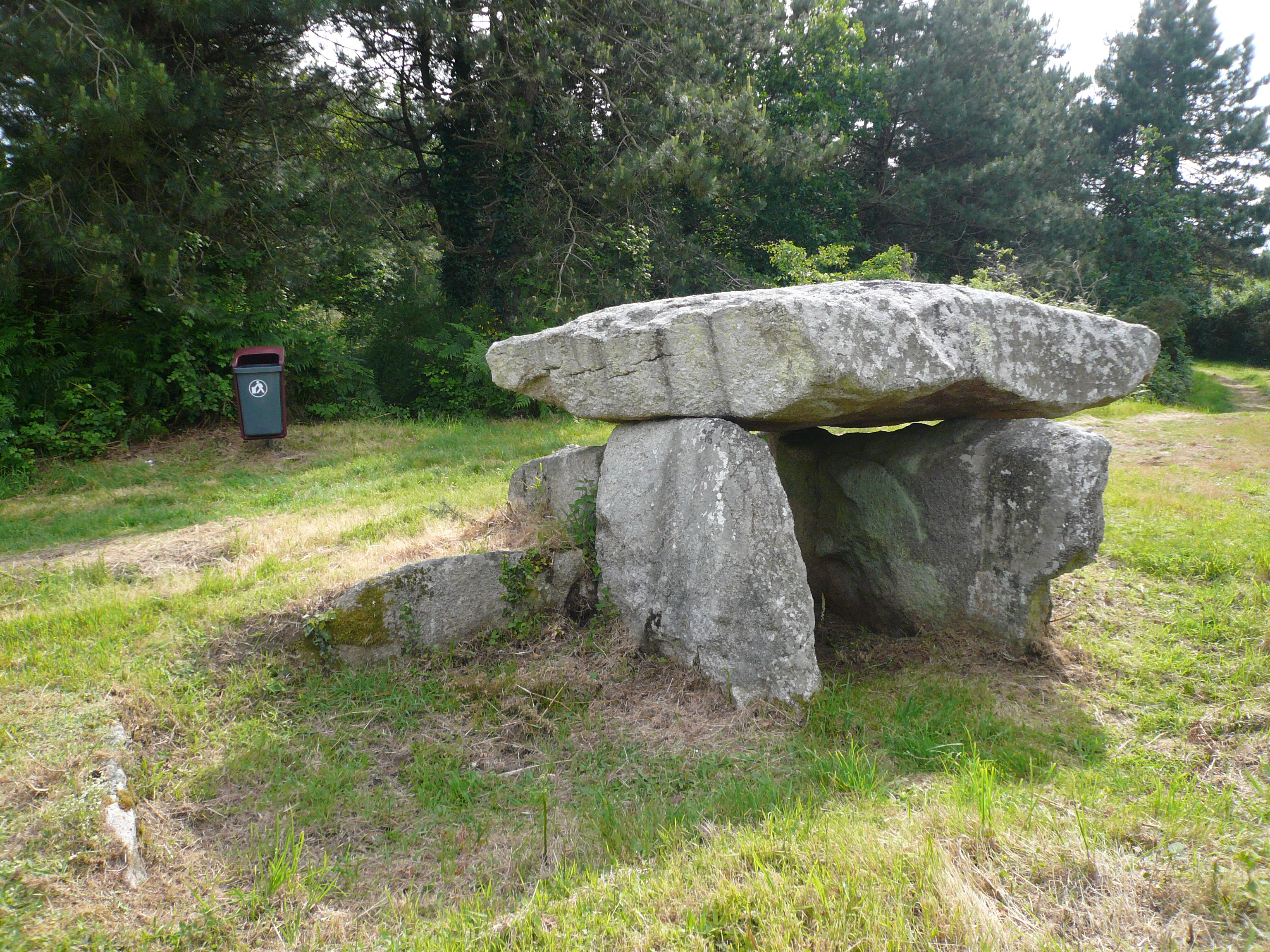
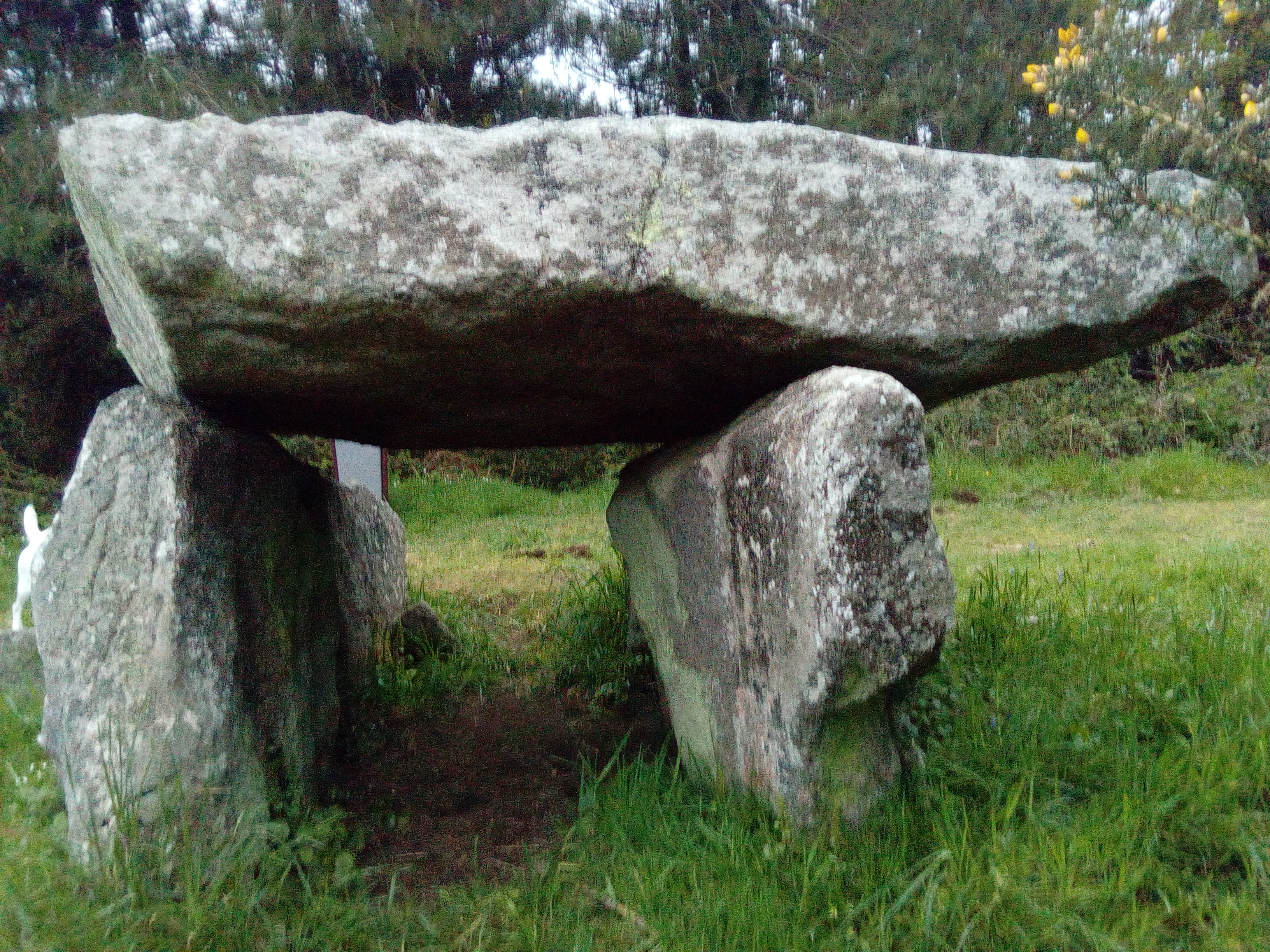
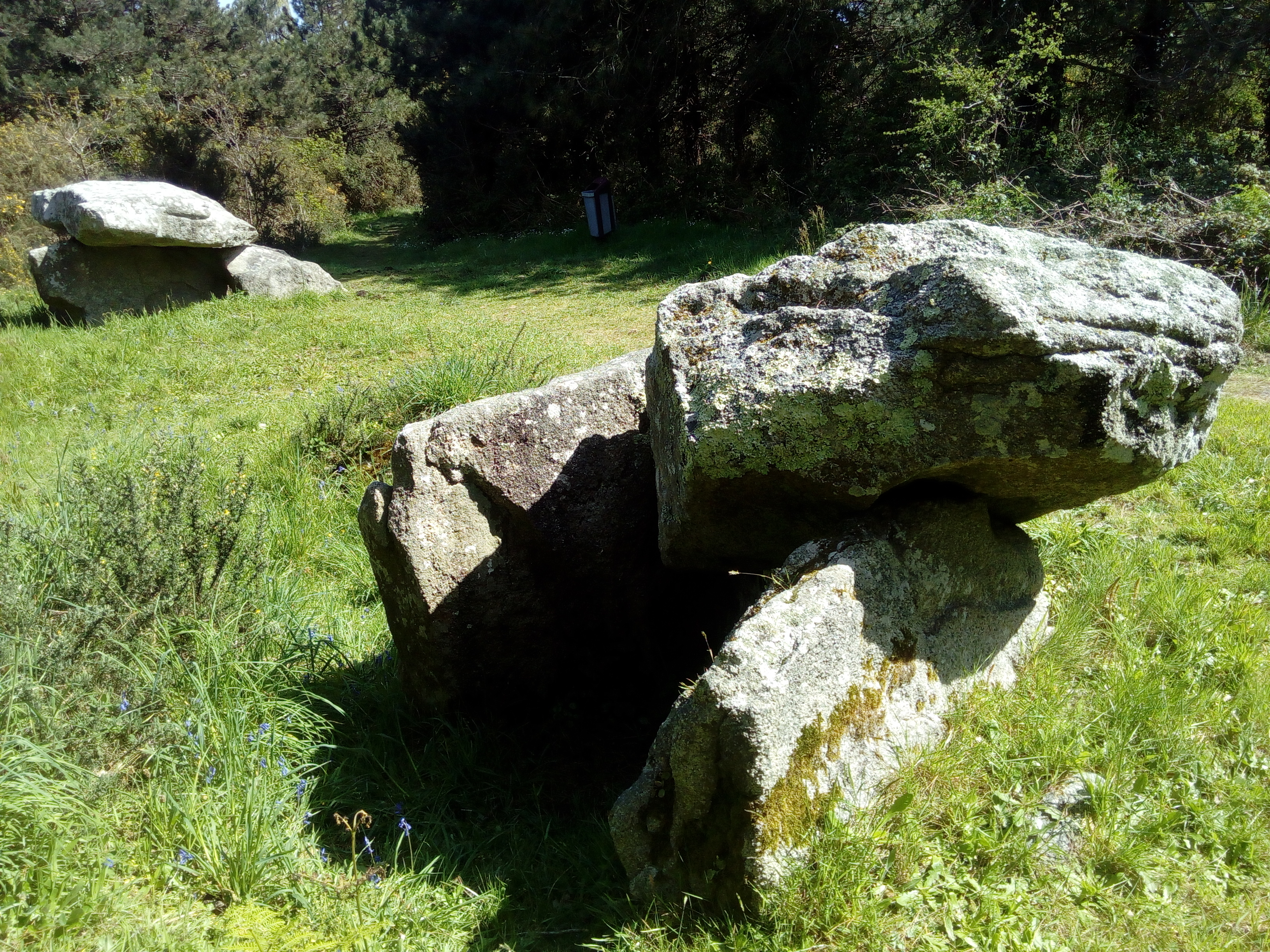
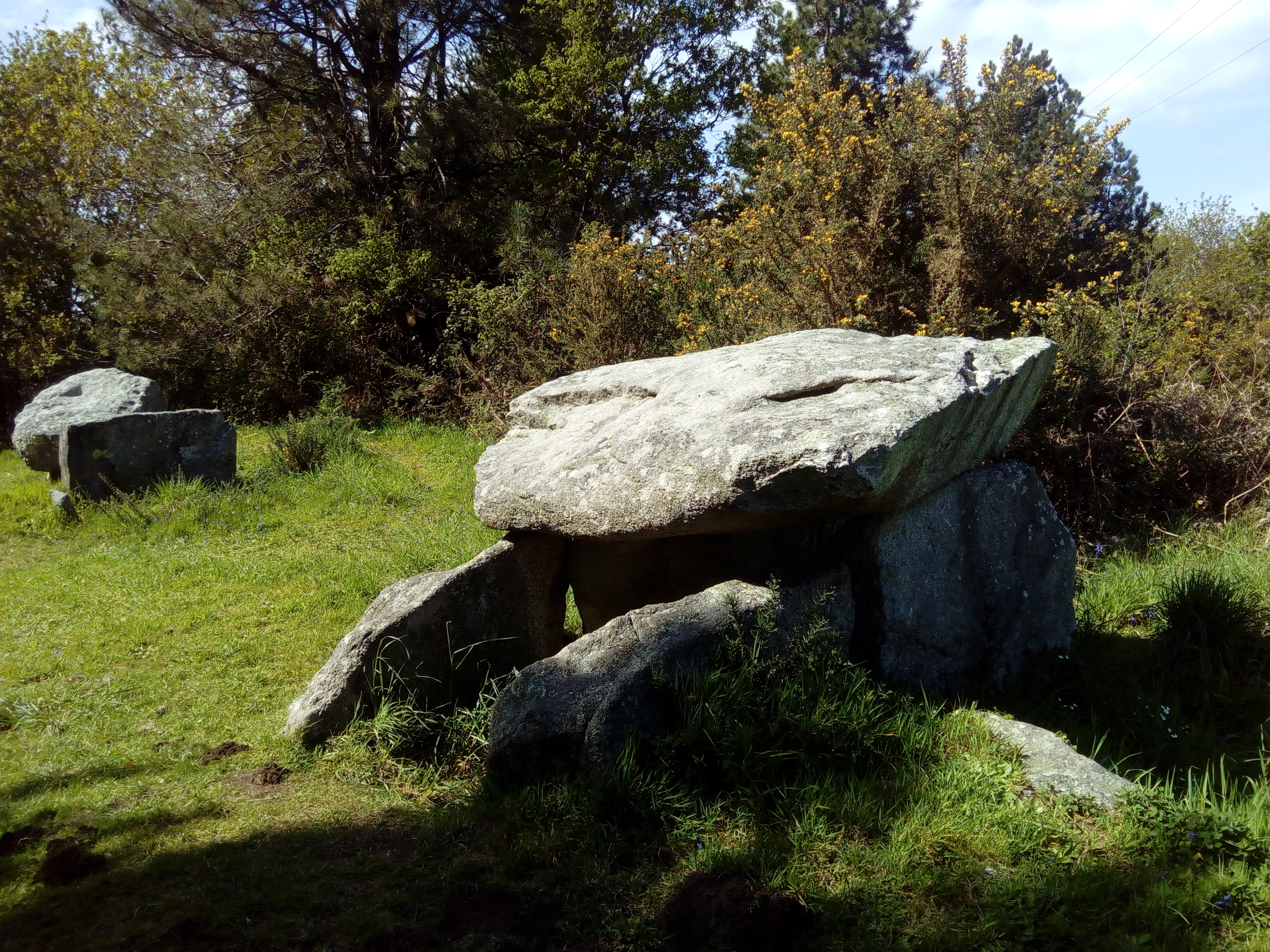

Die Dolmen von Kervadol liegen nicht weit vom Dolmen von Kervignon.